# Jolanda Tjen
Jolanda Jevgenjevna Tjen (ryska: Иоланда Евгеньевна Чен), född den 26 juli 1961 i Moskva, är en rysk före detta friidrottare som tävlade i längdhopp och tresteg.
Tjen började sin karriär som längdhoppare och blev silvermedaljör vid inomhus-EM 1989. Hon fortsatte sedan med tresteg och blev under 1993 silvermedaljör både vid inomhus och utomhus VM. Under 1995 blev hon världsmästare inomhus när hon hoppade 15,03. En längd som då innebar ett nytt världsrekord inomhus. Utomhus vid VM i Göteborg slutade hon först på en elfte plats.

## Personliga rekord
- Längdhopp - 7,16 meter
- Tresteg - 14,97 meter (inomhus 15,03 meter)